# Hysterionica bakeri
Hysterionica bakeri là một loài thực vật có hoa trong họ Cúc. Loài này được Hicken mô tả khoa học đầu tiên năm 1924.